# El Ribagorzano
El Ribagorzano és el títol d'un diari històric d'Aragó fundat pel periodista Marcelino Gambón a Graus (La Ribargorça, Espanya) el setembre de 1904. El periòdic es va clausurar al setembre de 1924 amb un número especial sobre la seva fundació i els vint anys d'existència. Des de llavors, ha estat refundat en tres ocasions i ha anat canviant el seu ideari fins a la seva edició actual a càrrec de l'Associació Liga Ribagorzana des de 1997.
Pensat originalment per ser d'àmbit local i periodicitat anual, es va publicar al setembre coincidint amb les Festes patronals de Graus, per la qual cosa el primer número va tenir una repercussió molt més gran de l'esperada, ja que va caure a les mans de Joaquín Costa. A Costa li va agradar molt perquè quadrava amb les seves idees, i va emprar la seva influència per donar-li una embranzida al diari, que va acabar tenint una periodicitat quinzenal i la seva distribució es va ampliar a tota la província.